# Olympische Sommerspiele 2004/Synchronschwimmen – Duett
Das Synchronschwimmen im Duett bei den Olympischen Spielen 2004 in Athen fand vom 23. bis 25. August 2004 im Olympic Aquatic Centre statt.
Die beiden Russinnen Anastassija Dawydowa und Anastassija Jermakowa erzielten das beste Resultat und erhielten als Olympiasiegerinnen die Goldmedaille. Platz zwei belegten Miya Tachibana und Miho Takeda aus Japan vor dem US-amerikanischen Duo Alison Bartosik und Anna Kozlova, das sich die Bronzemedaille sicherte.

## Qualifikation
Die zwölf besten Duos erreichten das Finale, in welches die Punktzahl des Technikdurchlaufs übernommen wurde. 
| Platz | Name                                         | Nation             | Technik | Kür    | Gesamt |
| ----- | -------------------------------------------- | ------------------ | ------- | ------ | ------ |
| 01    | Anastassija Dawydowa / Anastassija Jermakowa | Russland           | 49,417  | 49,584 | 99,001 |
| 02    | Miya Tachibana / Miho Takeda                 | Japan              | 49,000  | 49,000 | 98,000 |
| 03    | Alison Bartosik / Anna Kozlova               | Vereinigte Staaten | 48,334  | 48,584 | 96,918 |
| 04    | Gemma Mengual / Paola Tirados                | Spanien            | 47,917  | 48,167 | 96,084 |
| 05    | Virginie Dedieu / Laure Thibaud              | Frankreich         | 47,667  | 47,584 | 95,251 |
| 06    | Fanny Létourneau / Courtenay Stewart         | Kanada             | 47,500  | 46,667 | 95,167 |
| 07    | Beatrice Spaziani / Lorena Zaffalon          | Italien            | 46,500  | 46,917 | 93,417 |
| 08    | Gu Beibei / Zhang Xiaohuan                   | China              | 46,584  | 46,750 | 93,334 |
| 09    | Eleftheria Ftouli / Christina Thalassinidou  | Griechenland       | 46,334  | 46,584 | 92,918 |
| 10    | Iryna Hajworonska / Darja Juschko            | Ukraine            | 45,417  | 46,084 | 91,501 |
| 11    | Magdalena Brunner / Belinda Schmid           | Schweiz            | 45,334  | 46,000 | 91,334 |
| 12    | Carolina Moraes / Isabela Moraes             | Brasilien          | 45,167  | 45,584 | 90,751 |
| 13    | Bianca van der Velden / Sonja van der Velden | Niederlande        | 44,334  | 44,833 | 89,167 |
| 14    | Soňa Bernardová / Ivana Bursová              | Tschechien         | 43,750  | 44,334 | 88,084 |
| 15    | Kim Seong-eun / Yu Na-mi                     | Südkorea           | 43,834  | 44,334 | 88,084 |
| 16    | Nara Falcón / Olga Vargas                    | Mexiko             | 42,667  | 43,417 | 86,084 |
| 17    | Anastasia Gloushkov / Inna Yoffe             | Israel             | 42,750  | 43,000 | 85,750 |
| 18    | Älija Kärimowa / Arna Toqtaghan              | Kasachstan         | 42,250  | 42,667 | 84,917 |
| 19    | Kryszina Markowitsch / Anastassija Wlassenko | Belarus            | 42,250  | 42,584 | 84,834 |
| 20    | Assja Anastassowa / Bogdana Sarewa           | Bulgarien          | 41,583  | 41,834 | 83,417 |
| 21    | Heba Abdel Gawad / Dalia Allam               | Ägypten            | 41,167  | 41,667 | 82,834 |
| 22    | Veronika Feriancová / Katarína Havlíková     | Slowakei           | 41,167  | 41,417 | 82,584 |
| 23    | Luña del Mar Aguiliú / Leilani Torres        | Puerto Rico        | 39,667  | 39,917 | 79,584 |
| 24    | Amanda Laird / Leonie Nichols                | Australien         | 38,917  | 38,834 | 77,751 |

## Finale
| Platz | Name                                         | Nation             | Technik | Kür    | Gesamt |
| ----- | -------------------------------------------- | ------------------ | ------- | ------ | ------ |
| 01    | Anastassija Dawydowa / Anastassija Jermakowa | Russland           | 49,417  | 49,917 | 99,334 |
| 02    | Miya Tachibana / Miho Takeda                 | Japan              | 49,000  | 49,417 | 98,417 |
| 03    | Alison Bartosik / Anna Kozlova               | Vereinigte Staaten | 48,334  | 48,584 | 96,918 |
| 04    | Gemma Mengual / Paola Tirados                | Spanien            | 47,917  | 48,334 | 96,251 |
| 05    | Virginie Dedieu / Laure Thibaud              | Frankreich         | 47,667  | 47,917 | 95,584 |
| 06    | Fanny Létourneau / Courtenay Stewart         | Kanada             | 47,500  | 47,834 | 95,334 |
| 07    | Gu Beibei / Zhang Xiaohuan                   | China              | 46,584  | 47,084 | 93,668 |
| 08    | Beatrice Spaziani / Lorena Zaffalon          | Italien            | 46,500  | 46,750 | 93,250 |
| 09    | Eleftheria Ftouli / Christina Thalassinidou  | Griechenland       | 46,334  | 46,584 | 92,918 |
| 10    | Magdalena Brunner / Belinda Schmid           | Schweiz            | 45,334  | 46,084 | 91,418 |
| 11    | Iryna Hajworonska / Darja Juschko            | Ukraine            | 45,417  | 45,834 | 91,251 |
| 12    | Carolina Moraes / Isabela Moraes             | Brasilien          | 45,167  | 45,750 | 90,917 |